# Hieracium symphytaceum
Lo sparviere con foglie di consolida (nome scientifico Hieracium symphytaceum  Arv.-Touv., 1880) è una specie di pianta angiosperma dicotiledone della famiglia delle Asteraceae. H. symphytaceum  è anche l'unica "specie principale" italiana appartenente alla sezione Hieracium sect. Symphytacea   (Arv.-Touv.) Gottschl..

## Etimologia
Il nome del genere deriva dalla parola greca hierax o hierakion (= sparviere, falco). Il nome del genere è stato dato inizialmente dal botanico francese Joseph Pitton de Tournefort (1656 - 1708) rifacendosi probabilmente ad alcuni scritti del naturalista romano Gaio Plinio Secondo (23 - 79) nei quali, secondo la tradizione, i rapaci si servivano di questa pianta per irrobustire la loro vista. L'epiteto specifico (symphytaceum), e il nome della sezione,  deriva da symphuo (= saldare, unire). È probabile che all'origine di questo nome sia una presupposta proprietà curativa delle fratture ossee di alcune parti delle piante del genere Symphytum.
Il nome scientifico della specie è stato definito dal botanico Jean Maurice Casimir Arvet-Touvet (1841-1913) nella pubblicazione " Bulletin de la Société Dauphinoise pour l'Échange des Plantes. Grenoble" ( Bull. Soc. Dauphin. Échange Pl. 1880: 290) del 1880. Il nome scientifico della sezione è stato definito dal botanico Jean Maurice Casimir Arvet-Touvet (1841-1913) e dal botanico Günter Gottschlich (1951-).

## Descrizione
Habitus. La forma biologica prevalente è emicriptofita scaposa (H scap), ossia in generale sono piante erbacee (e aromatiche), a ciclo biologico perenne, con gemme svernanti al livello del suolo e protette dalla lettiera o dalla neve, inoltre spesso hanno l'asse fiorale eretto e privo di foglie (piante scapose), oppure le foglie basali sono assenti alla fioritura. Le specie di questo gruppo sono piante di tipo afillopode (raramente hypofillopode). Tutte le specie del gruppo sono provviste di latice.
Fusto. I fusti, in genere eretti e ascendenti, più o meno legnosi, colorati verde (rosso-violaceo in basso). Sono di solito solitari e mediamente ramificati o afilli. Le radici in genere sono di tipo fittonante. Queste piante sono alte da 50 a 100 cm (massimo 120 cm).
Foglie. Sono presenti solamente foglie cauline con disposizione alterna. Le lamine sono intere con forme da strettamente ad ampiamente ellittiche (ovate quelle superiori).  La superficie può essere ricoperta da peli semplici o ramificati. Le foglie sono ampiamente alato-picciolate e semi-amplessicauli. I piccioli sono seminascosti da una densa villosità sericea allungata di peli ghiandolari. Le foglie cauline sono numerose (da 10 a 20); quelle inferiori alla fioritura sono spesso necrosate e formano una pseudorosetta; quelle superiori sono rapidamente ridotte.
Infiorescenza. Le sinflorescenze sono lassamente panicolate con 5 - 8 rami con un totale di 10 - 20 capolini. L'acladio è di 1 – 3 cm. L'infiorescenza vera e propria è composta da un capolino terminale. I capolini, solamente di tipo ligulifloro, sono formati da un involucro composto da diverse brattee (o squame) all'interno delle quali un ricettacolo fa da base ai fiori ligulati. L'involucro ha una forma semi-ellissoide a cilindrico-ellissoide ed è formato da 2 serie di brattee. Le brattee dell'involucro sono ricoperte da densi peli ghiandolari. Il ricettacolo, alla base dei fiori, è alveolato (i margini degli alveoli sono ghiandoloso-dentati). Gli involucri sono seminascosti da una densa villosità sericea allungata di peli ghiandolari. Dimensione dell'involucro: 9 – 11 mm
Fiori. I fiori, tutti ligulati, sono tetra-ciclici (ossia sono presenti 4 verticilli: calice – corolla – androceo – gineceo) e pentameri (ogni verticillo ha in genere 5 elementi). I fiori sono ermafroditi, fertili e zigomorfi.
- Formula fiorale:

*/x K {\displaystyle \infty }, [C (5), A (5)], G 2 (infero), achenio
- Calice: i sepali del calice sono ridotti ad una coroncina di squame.
- Corolla: le corolle sono formate da un tubo e da una ligula terminante con 5 denti; il colore è giallo. I dentelli apicali sono glabri o sparsamente cigliati.
- Androceo: gli stami sono 5 con filamenti liberi, mentre le antere sono saldate in un manicotto (o tubo) circondante lo stilo.[15] Le antere alla base sono acute. Il polline è tricolporato.[16]
- Gineceo: lo stilo giallo (con tendenza al nerastro) è filiforme e peloso sul lato inferiore; gli stigmi dello stilo sono due divergenti. L'ovario è infero uniloculare formato da 2 carpelli. La superficie stigmatica è interna.[17]
- Antesi: da luglio a settembre (la fioritura in genere è avanzata fino all'autunno).

Frutti. I frutti sono degli acheni con pappo. Gli acheni hanno una forma da oblunga a obovoide-obconica con apice troncato e privi di becco (non sono compressi); in alcuni casi gli acheni sono provvisti di coste longitudinali. Il colore varia da paglierino fino a castano. Il pappo si compone di peli semplici grigiastri, scabri o barbati (non piumosi). Raramente il pappo è assente. Dimensione degli acheni: 2,7 - 3,5 mm.

## Biologia
Impollinazione: l'impollinazione avviene tramite insetti (impollinazione entomogama tramite farfalle diurne e notturne).

Riproduzione: la fecondazione avviene fondamentalmente tramite l'impollinazione dei fiori (vedi sopra).

Dispersione: i semi (gli acheni) cadendo a terra sono successivamente dispersi soprattutto da insetti tipo formiche (disseminazione mirmecoria). In questo tipo di piante avviene anche un altro tipo di dispersione: zoocoria. Infatti gli uncini delle brattee dell'involucro (se presenti) si agganciano ai peli degli animali di passaggio disperdendo così anche su lunghe distanze i semi della pianta.

## Distribuzione e habitat
Geoelemento: il tipo corologico (area di origine) è Orofita - Eurimediterraneo.
Distribuzione: in Italia questa specie si trova raramente sulle Alpi e molto raramente sugli Appennini.
Habitat: l'habitat preferito per queste piante sono le faggete e le boscaglie.
Distribuzione altitudinale: sui rilievi alpini, in Italia, queste piante si possono trovare a quote comprese tra 400 e 1.700 m s.l.m..

## Tassonomia
La famiglia di appartenenza di questa voce (Asteraceae o Compositae, nomen conservandum) probabilmente originaria del Sud America, è la più numerosa del mondo vegetale, comprende oltre 23.000 specie distribuite su 1.535 generi, oppure 22.750 specie e 1.530 generi secondo altre fonti (una delle checklist più aggiornata elenca fino a 1.679 generi). La famiglia attualmente (2021) è divisa in 16 sottofamiglie.

### Filogenesi
Il genere di questa voce appartiene alla sottotribù Hieraciinae della tribù Cichorieae (unica tribù della sottofamiglia Cichorioideae). In base ai dati filogenetici la sottofamiglia Cichorioideae è il terz'ultimo gruppo che si è separato dal nucleo delle Asteraceae (gli ultimi due sono Corymbioideae e Asteroideae). La sottotribù Hieraciinae fa parte del "quinto" clade della tribù; in questo clade è posizionata alla base ed è "sorella" al resto del gruppo comprendente, tra le altre, le sottotribù Microseridinae e Cichoriinae. Il genere  Hieracium (insieme al genere Pilosella) costituisce il nucleo principale della sottotribù Hieraciinae e formano (insieme ad altri generi minori) un "gruppo fratello" posizionato nel "core" delle Hieraciinae.
Il genere Hieracium è un genere estremamente polimorfo con maggioranza di specie apomittiche. Di questo genere sono descritte circa 1000 specie sessuali e oltre 3000 specie apomittiche, delle quali circa 250 e più sono presenti nella flora spontanea italiana. Alcuni taxon collegati alle varie specie del genere sono sottospecie, altri sono considerati aggregati (o inclusi), e altri ancora sono considerati "intermediari" (o impropriamente ibridi in quanto queste specie essendo apomittiche non si incrociano e quindi non danno prole feconda) con altre specie. A causa di ciò si pongono dei problemi di sistematica quasi insolubili e per avere uno sguardo d'insieme su questa grande variabilità può essere necessario assumere un diverso concetto di specie. Qui in particolare viene seguita la suddivisione del materiale botanico in sezioni così come sono elencate nell'ultima versione della "Flora d'Italia".
La specie di questa voce è descritta all'interno della sezione Hieracium sect. Symphytacea. La sezione XXXIII Symphytacea, insieme alle sezioni Aestiva e Subsabauda, sono forme di passaggio tra il gruppo Prenanthoidea e altri Hieracium afillopodi. I caratteri distintivi per le specie di questa sezione sono:
- le specie di questo gruppo sono piante di tipo afillopode (raramente hypofillopode);
- i piccioli e gli involucri sono seminascosti da una densa villosità sericea allungata di peli ghiandolari;
- le foglie cauline sono numerose (da 7 a 25; fino a 80); quelle inferiori alla fioritura sono spesso necrosate e formano una pseudorosetta; quelle superiori sono rapidamente ridotte;
- le foglie sono ampiamente alato-picciolate e semi-amplessicauli;
- le sinflorescenze sono lassamente panicolate;
- le brattee dell'involucro sono ricoperte da densi peli ghiandolari;
- i margini degli alveoli sono brevemente dentati;
- gli acheni hanno delle dimensioni tra 3 e 4,5 mm;
- la fioritura è avanzata fino all'autunno.

La specie di questa voce ha dei caratteri intermedi tra la specie H. racemosum e la specie H. prenanthoides.
L'indumentum è uno degli elementi più importanti per distinguere le varie specie. H. symphytaceum è caratterizzato dalla seguente pubescenza:
| Tipo peli        | Caule                                               | Foglie                                               | Peduncoli dei capolini    | Brattee involucrali |
| ---------------- | --------------------------------------------------- | ---------------------------------------------------- | ------------------------- | ------------------- |
| Peli semplici    | Da sparsi a densi, lunghi 1 – 2 mm, molli e bianchi | Assenti o sparsi sulle pagine; densi sulle nervature | Da sparsi a assenti       | Da sparsi a densi   |
| Peli ghiandolari | Sparsi (sono molto brevi)                           | Sparsi sui margini e nervature                       | Densi, lunghi 0,2 – 03 mm | Densi               |
| Peli stellati    | Assenti                                             | Assenti                                              | Densi                     | Densi               |

Il numero cromosomico di H. symphytaceum è: 2n = 27.

### Sottospecie
Per questa specie sono riconosciute le seguenti 4 sottospecie, presenti nella flora spontanea italiana:
- Hieracium symphytaceum subsp. elocatum (Huter ex Gottschl.) Gottschl. - Distribuzione: Friuli.
- Hieracium symphytaceum subsp. pseudoleiopsis  (Murr) Gottschl. & Brandst. - Distribuzione: Trentino-Alto Adige.
- Hieracium symphytaceum subsp. neoprenanthes  (Arv.-Touv. & Gaut.) Zahn - Distribuzione: Valle d'Aosta.
- Hieracium symphytaceum subsp. symphytaceum - Distribuzione: Valle d'Aosta.